# Tancrède Dumas
Pour les articles homonymes, voir Dumas.
Tancrède Dumas, né en 1830 et mort en 1905 est un photographe italien, actif au Proche-Orient et en Afrique du Nord entre les années 1860 et les années 1890.

## Biographie
D'origine française, ses parents, fervents bonapartistes, quittent la France peu après la chute du Premier Empire et s'installent à Milan ; Tancrède Dumas y commence sa vie professionnelle comme banquier.
Plus tard, il apprend le métier de photographe chez les frères Alinari à Florence ; il ouvre dans les années 1860 son propre studio photographique à Beyrouth, en Syrie ottomane.
Tancrède Dumas travaille notamment pour l'American Palestine Exploration Society, précurseure de l’American Schools of Oriental Research, afin de documenter les régions à l'est du Jourdain ; il aide le photographe français Félix Bonfils à constituer une partie de son Catalogue de vues photographiques de l'Orient.
Il effectue un voyage avec Friedrich Franz, grand-duc de Mecklembourg-Schwerin, ce qui l'incite à utiliser le titre de « photographe de la cour impériale et royale de Prusse » à son retour au Liban.

## Collections
- Université de Boston[8].
- Bibliothèque du Congrès, Washington[9].

## Expositions
- 2008 : Focus Orient : الشرق : محور الشرق - Orientalist photography from the late 19th and early 20th centuries : a selection from the Thomas Walther collection, Sharjah Art Museum (en), Charjah[10]

photographies d'Émile Béchard, Pascal Sébah, Tancrède Dumas, Frères Zangaki, Wilhelm Hammerschmidt, Félix Teynard, Francis Frith, Hippolyte Arnoux, Félix Bonfils, Gabriel Lekegian, Jean Geiser, Constant Alexandre Famin, Cosmi Sebah, Ludovico Hart, Alexandre Bougault, Lehnert & Landrock, Neurdein, Guillaume Berggren (de), A. Cavilla.

## Galerie

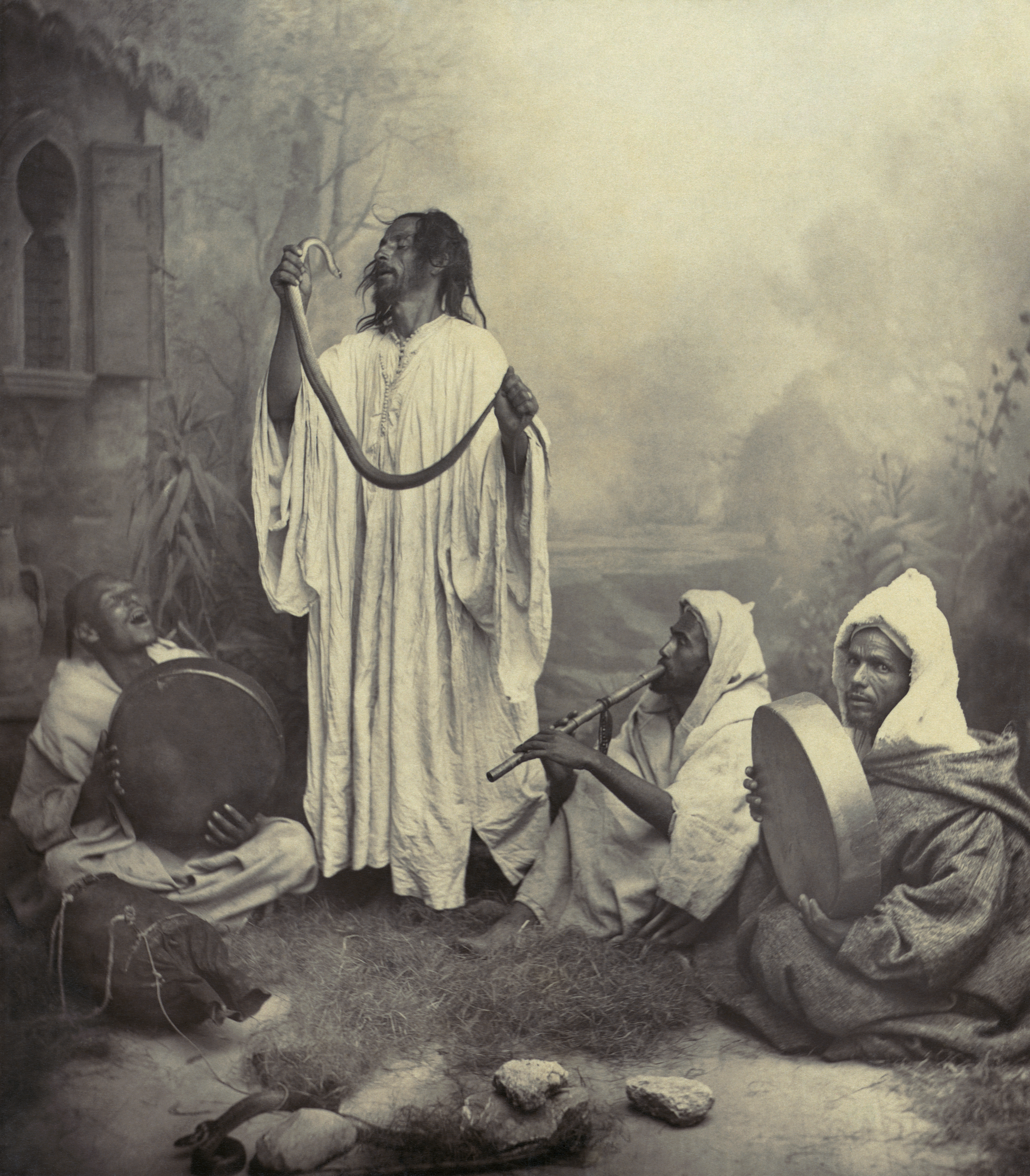
Charmeurs de serpent à Tanger (Maroc).
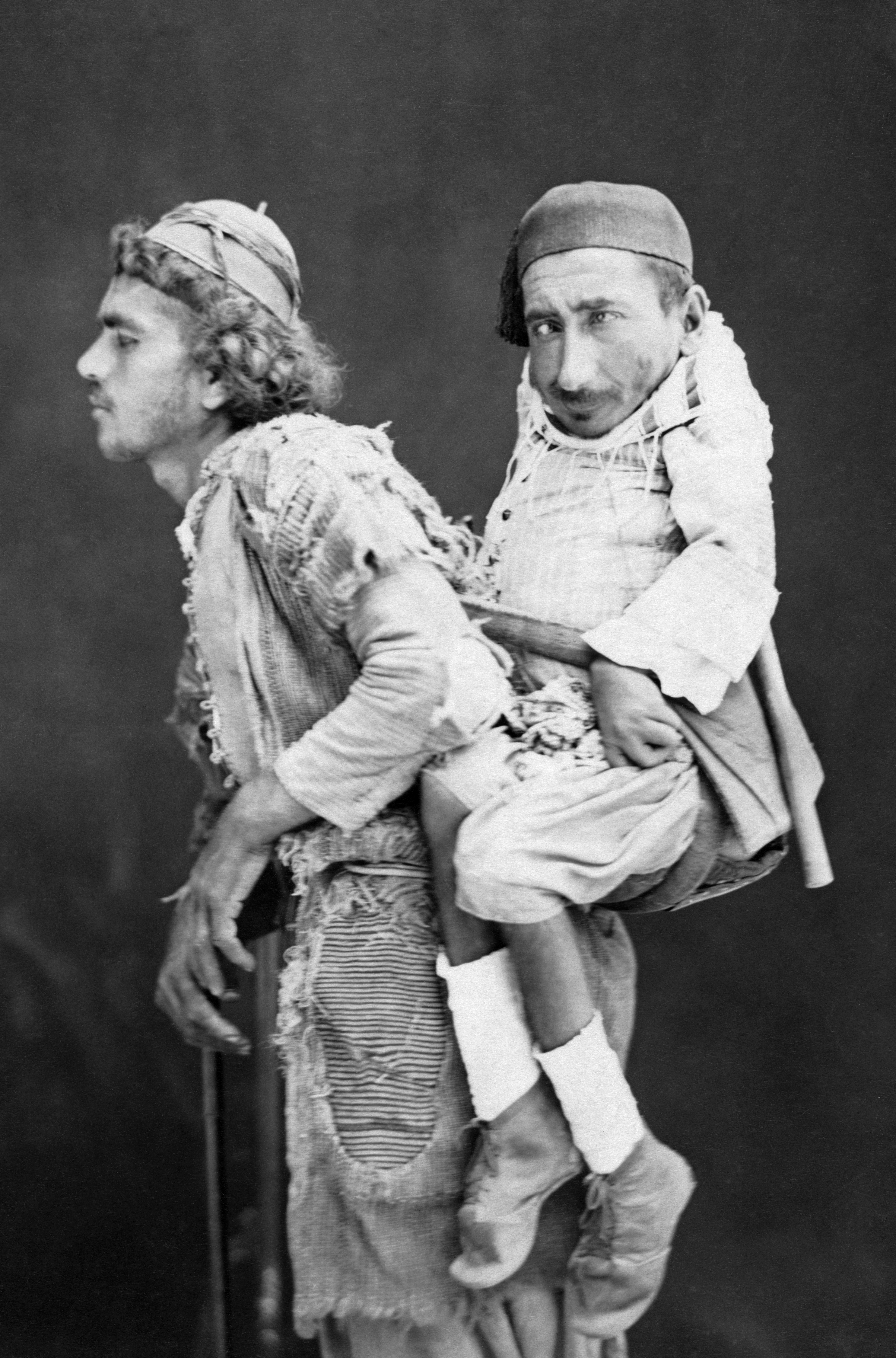
Aveugle transportant un paralytique (Levant)[11].
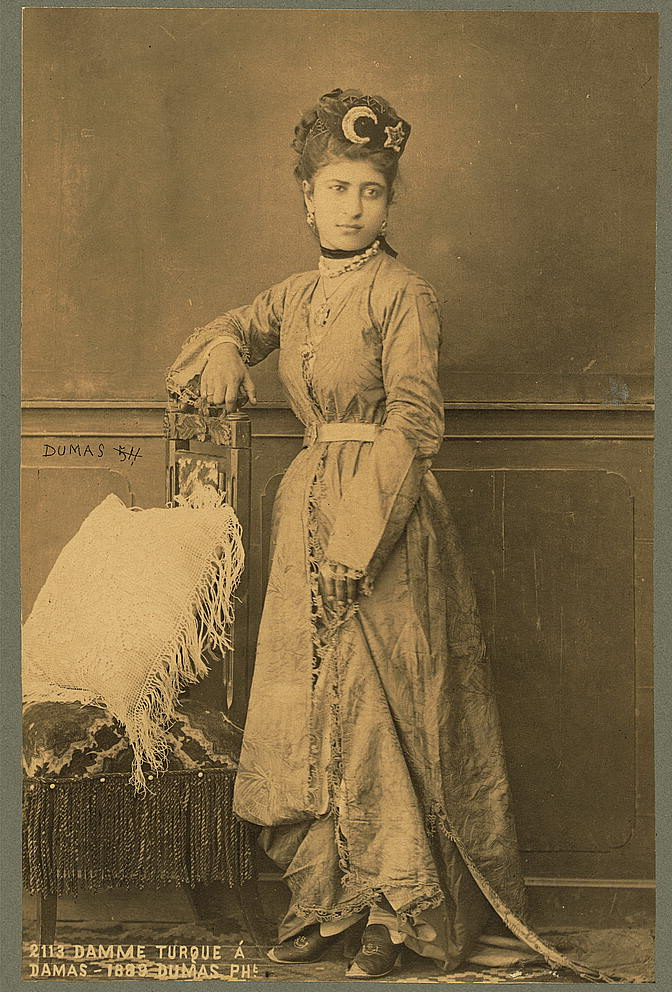
Femme turque de Damas.
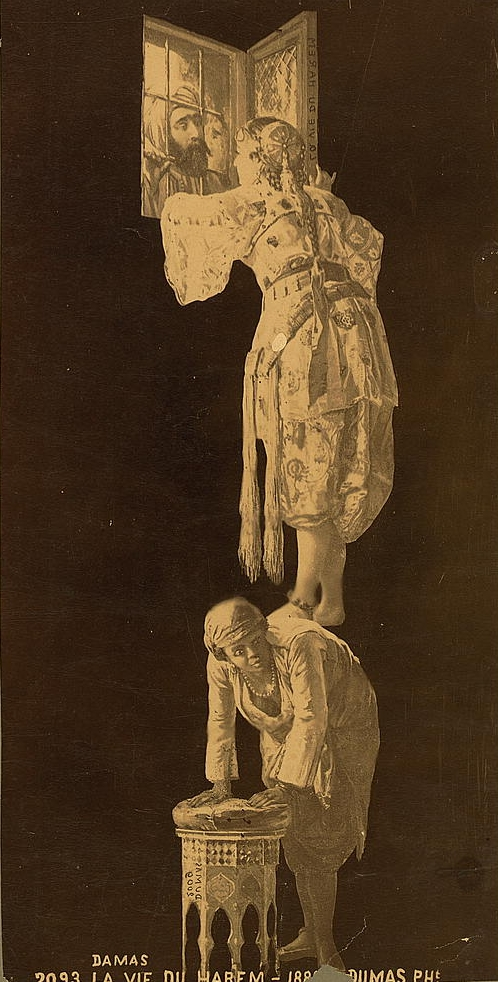
La vie du harem.
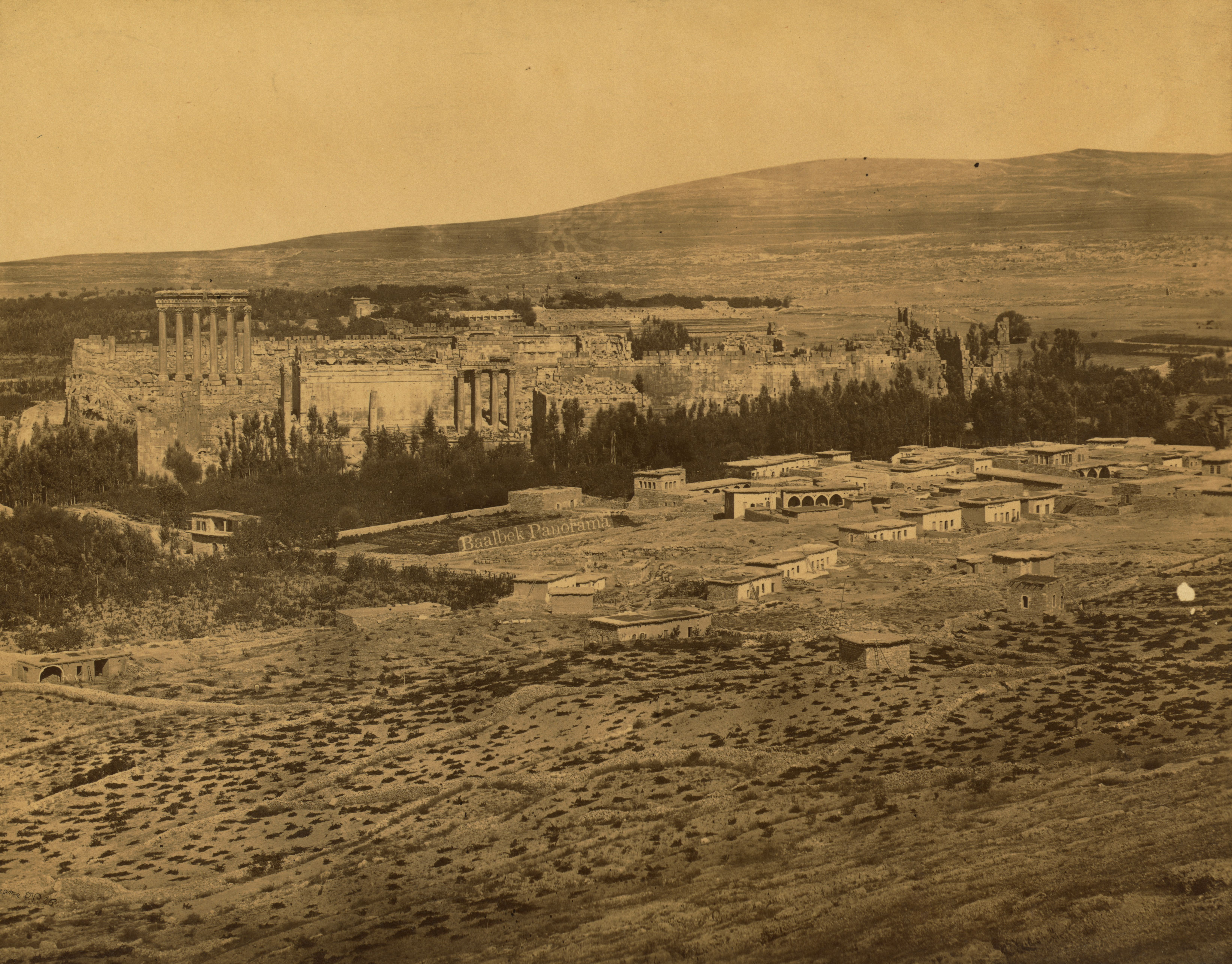
Vue des ruines de Baalbek.
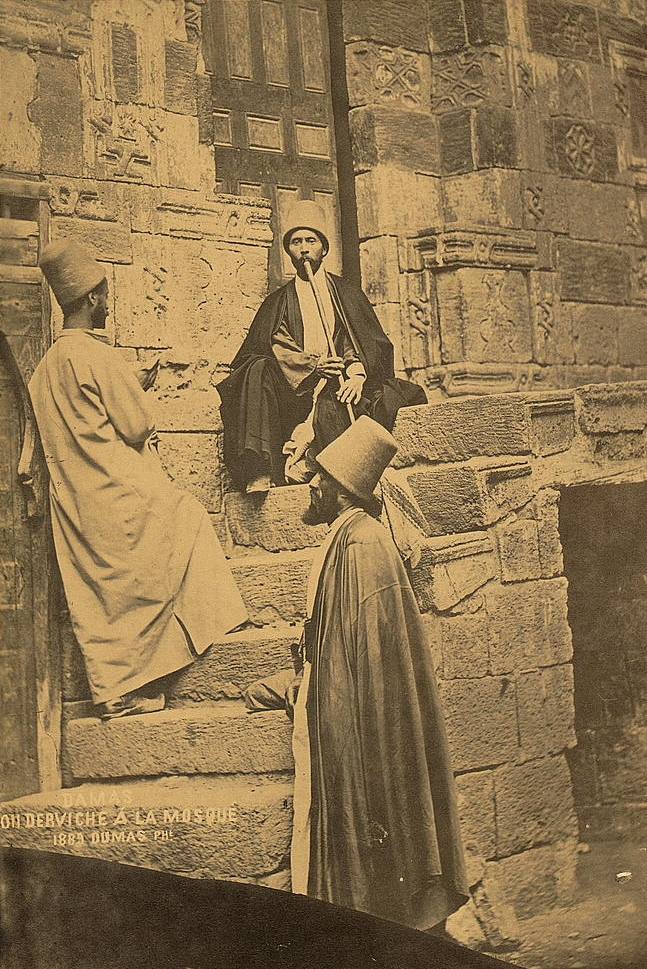
Derviches à la mosquée (Damas).
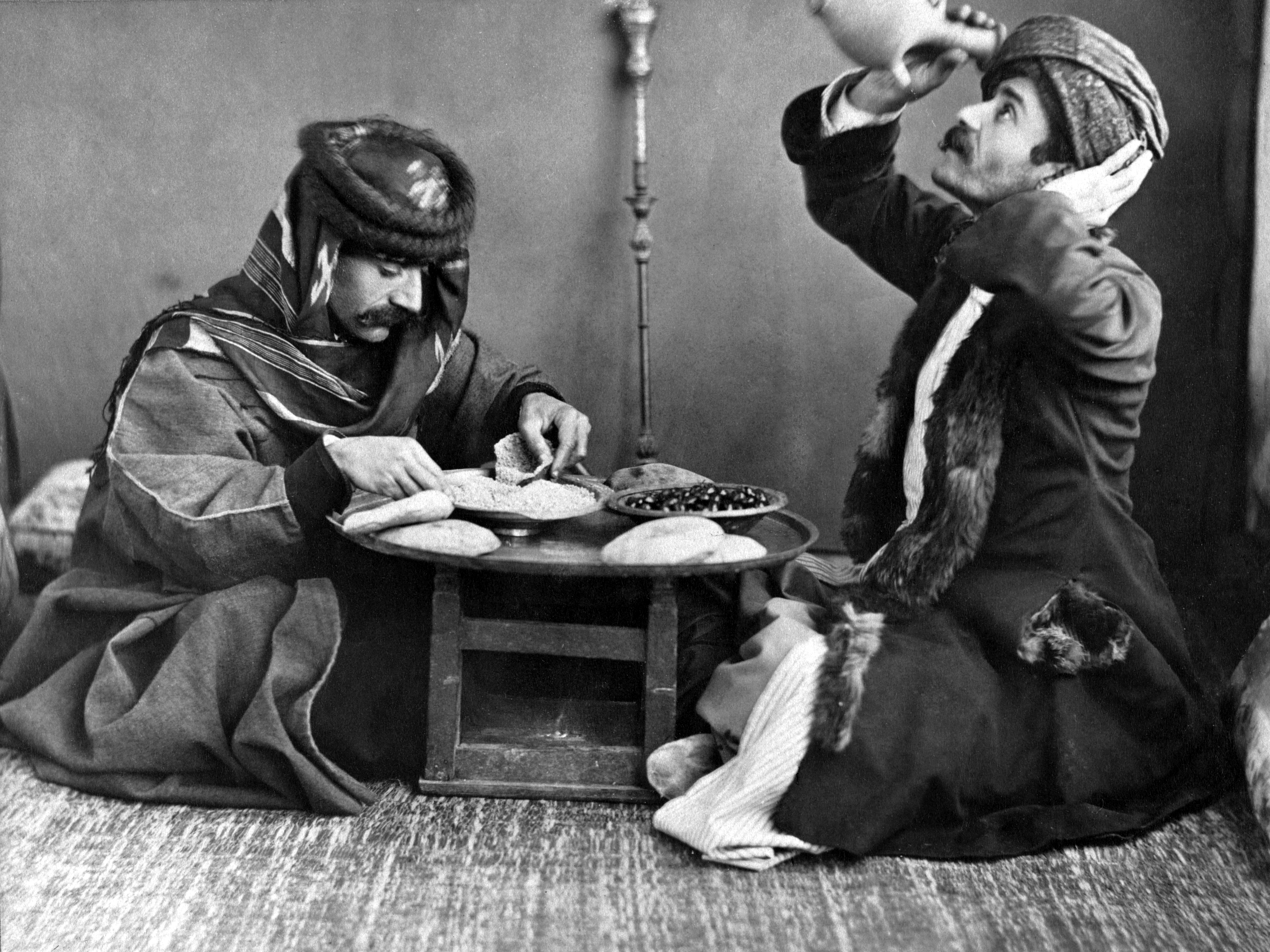
Drogmans arabes profitant d'un repas.
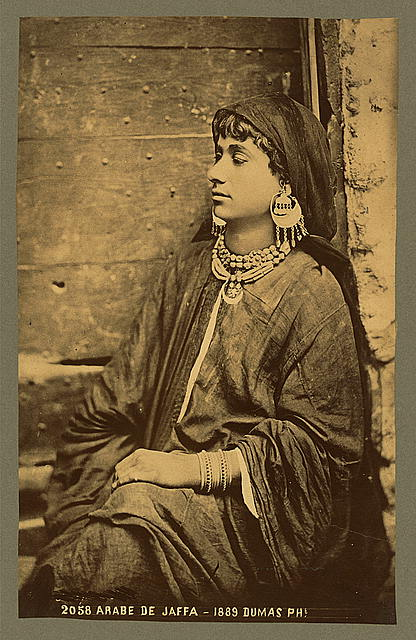
Femme arabe de Jaffa.